# Viola cleistogamoides
Viola cleistogamoides är en violväxtart som först beskrevs av L. Adams, och fick sitt nu gällande namn av R.D. Seppelt. Viola cleistogamoides ingår i släktet violer, och familjen violväxter. Inga underarter finns listade i Catalogue of Life.